# Année-lumière

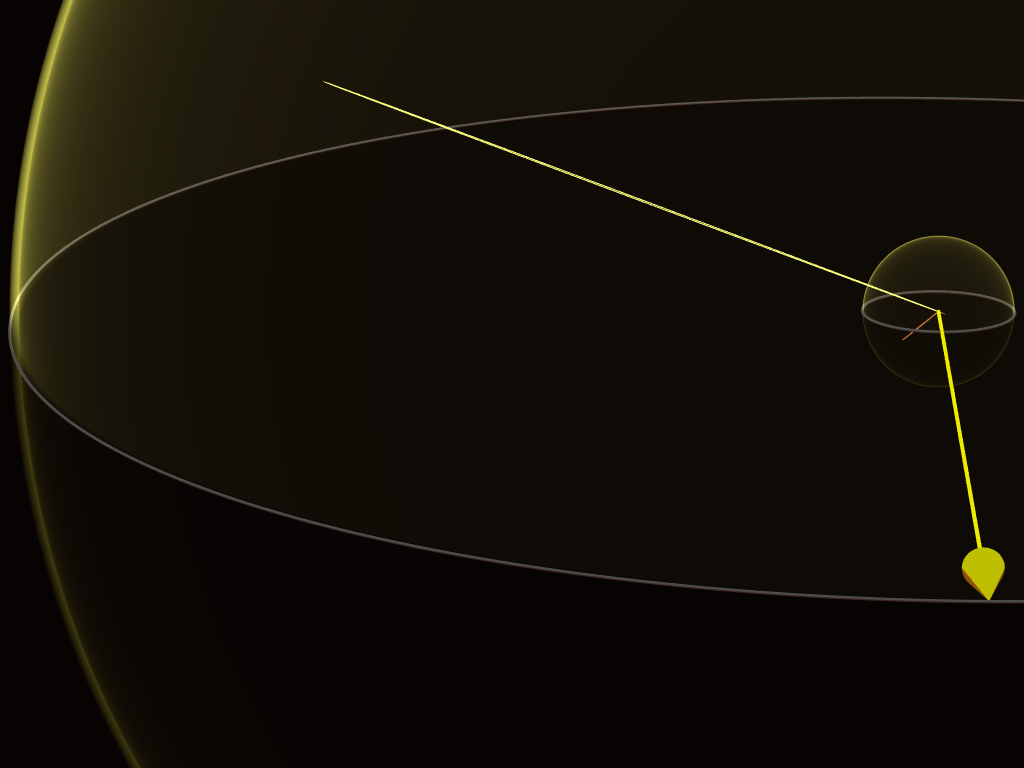
Représentation centrée sur le Soleil d'une année-lumière (plus grande sphère, flèche jaune pour le rayon) et d'un mois-lumière (plus petite sphère) en comparaison des trajectoires de la grande comète de janvier 1910 (ligne jaune) et de la comète Hyakutake (ligne orange).

L’année-lumière (de symbole « al ») est une unité de longueur utilisée en astronomie. 
Elle est égale à la distance parcourue par la lumière dans le vide pendant une année julienne, soit environ 9 461 milliards de kilomètres, soit encore, en ordre de grandeur, environ 10 billions de kilomètres (1013 kilomètres), 10 pétamètres ou environ 0,3 parsec.

## Terminologie
Au pluriel, on écrit « des années-lumière ». On rencontre aussi couramment le symbole anglophone ly, pour light-year. Anciennement, on pouvait utiliser « année de lumière »,,. Le symbole de l'année-lumière est « al »,, bien qu'on rencontre aussi AL, A.L. ou a.l.

## Définition
L'année-lumière est une unité de mesure de distance.
L'Union astronomique internationale la définit comme la distance parcourue par un photon (ou plus simplement la lumière) dans le vide, en une année julienne (soit 365,25 jours, ou 31 557 600 secondes).
La vitesse de la lumière dans le vide étant une constante fixée à 299 792 458 m/s (environ 300 000 km/s), une année-lumière est exactement égale à 9 460 730 472 580,8 km, soit environ 9 460,730 milliards de kilomètres, ce qui équivaut à 9,460 730 Pm ou 9 460,730 Tm. En valeur arrondie, une année-lumière vaut donc 9,461 Pm, soit 9,461 × 1015 m.

## Utilisations

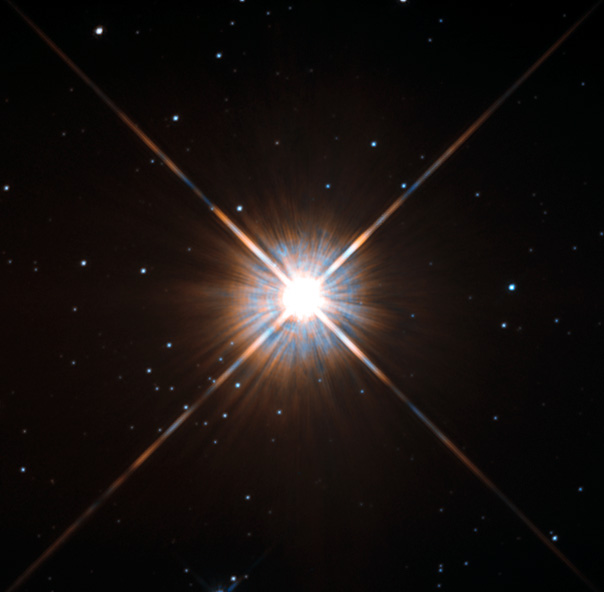
Proxima Centauri, située à 4,2 années-lumière et capturé par le télescope spatial Hubble.

L'année-lumière s'utilise surtout en vulgarisation pour exprimer les distances interstellaires et intergalactiques car cette unité est facilement accessible par le grand public en raison de sa définition, soit la distance parcourue par la lumière pendant une année.
Par approximation, l'année-lumière est souvent arrondie à 1013 km, soit 10 000 000 000 000 (dix mille milliards) de kilomètres. Cette valeur est exacte à environ 5,4 % et donc suffisante pour fixer des ordres de grandeur ou des distances approximatives.
Par exemple, Proxima Centauri, l'étoile la plus proche du Système solaire, se trouve à 4,22 années-lumière, la galaxie d'Andromède se situe à environ 2,5 millions d'années-lumière et le halo de la Voie lactée a un diamètre d'environ 100 000 années-lumière.
Cependant, l'année-lumière est rarement utilisée par les astronomes professionnels, qui lui préfèrent le parsec (de symbole « pc »), unité issue d'une technique expérimentale de mesure de distance utilisant la parallaxe annuelle de l'étoile visée. Un parsec correspond à la distance de laquelle une unité astronomique est vue sous un angle d'une seconde d'arc. Il équivaut à environ 3,26 années-lumière.
L'unité astronomique (de symbole « ua »), historiquement défini comme la distance Terre-Soleil, est souvent utilisée, notamment pour les objets relativement proches (à l'échelle astronomique). Une unité astronomique équivaut à environ 8,32 minutes-lumière et une année-lumière vaut 63 241,077 ua.

## Multiples et sous-multiples
En multipliant la vitesse de la lumière par un temps choisi, des unités apparentées peuvent être définies, comme l'heure-lumière, qui vaut exactement 1 079 252 848,8 km.
|                 | Valeur en autres « unités-lumière » (par définition) | Valeur exacte en mètres   | Valeur approx. en mètres | Distance réelle de cet ordre de grandeur                                                               |
| --------------- | ---------------------------------------------------- | ------------------------- | ------------------------ | --- |
| seconde-lumière | Par définition de la constante c.                    | 299 792 458 m             | 3,0 × 108 m              | Terre-Lune (moy.) : 1,28 seconde-lumière.                                                              |
| minute-lumière  | 60 secondes-lumière                                  | 17 987 547 480 m          | 1,8 × 1010 m             | Soleil-Terre (moy.) : 8,3 minutes-lumière                                                              |
| heure-lumière   | 60 minutes-lumière                                   | 1 079 252 848 800 m       | 1,1 × 1012 m             | Soleil-Jupiter (moy.) : 0,72 heure-lumière Soleil-Pluton (moy.) : 5,5 heures-lumière                   |
| jour-lumière    | 24 heures-lumière                                    | 25 902 068 371 200 m      | 2,6 × 1013 m             | Soleil-Voyager 1 (au 18 mars 2024) : 0,94 jour-lumière Soleil-Sedna (demi-grand axe) : 3 jours-lumière |
| année-lumière   | 365,25 jours-lumière                                 | 9 460 730 472 580 800 m   | 9,5 × 1015 m             | Soleil-Proxima du Centaure : 4,22 années-lumière.                                                      |
| siècle-lumière  | 100 années-lumière                                   | 946 073 047 258 080 000 m | 9,5 × 1017 m             | Soleil-51 Pegasi : 0,5 siècle-lumière                                                                  |

Note
Le mois-lumière est quasiment inusité (il n'aurait que peu d'intérêt) et sa valeur n'est pas précisément définie : il faudrait préciser si le mois-lumière vaut par exemple 30 jours-lumière ou bien un douzième de l'année-lumière. Cette unité a intrinsèquement une imprécision trop grande par rapport aux autres unités d'astronomie. Les institutions officielles s'intéressent peu à ces unités dérivées.

## Exemples
- La Lune orbite à 1,28 seconde-lumière de la Terre.
- De manière similaire, la Terre orbite à 8,32 minutes-lumière du Soleil, inversement une année-lumière est équivalente à 63 241,1 au.
- La distance Terre - Mars varie approximativement entre 3 et 22 minutes-lumière et nécessiterait un vol d'une durée de 6 à 9 mois compte tenu des phases d'accélération et de freinage.
- Neptune, planète la plus lointaine du Soleil, est située à 4,17 heures-lumière du Soleil. Pluton orbite pour sa part entre 4,11 heures-lumière et 6,83 heures-lumière du Soleil.
- Le 1er avril 2020, Voyager 1 se situait à plus de 20,6 heures-lumière du Soleil.
- Le nuage d'Oort, limite extérieure du système solaire, orbite à une à deux années-lumière du Soleil.
- L'étoile la plus proche (hors Soleil), Proxima Centauri, se situe à 4,22 années-lumière.
- Le rayon de l'Univers observable mesure environ 46,6 milliards d'années-lumière. Ce nombre dépasse l'âge de l'Univers, qui est de 13,8 milliards d'années, parce que l'expansion de l'Univers a permis cet écart considérable.